# Gran Orden de la Reina Jelena
La Gran Orden de la Reina Jelena (en croata: Velered kraljice Jelene), o más a fondo la Gran Orden de la Reina Jelena con la Faja y la Estrella de la Mañana (Velered kraljice Jelene s lentom i Danicom), es una orden de la República de Croacia. Ocupa el segundo lugar en el orden de precedencia de Croacia después de la Gran Orden del Rey Tomislav. El próximo rango es la Gran Orden del Rey Petar Krešimir IV. La orden había sido establecida el 1 de abril de 1992.
Sólo los funcionarios estatales de alto rango, los funcionarios extranjeros y los funcionarios militares de alto rango pueden recibir la orden.
Lleva el nombre de la reina Helena I de Croacia.

## Descripción
La insignia de la orden es un trébol azul afilado en oro. El trébol es rematado por una corona en forma de la parte superior del escudo de armas croata (cinco escudos que representan a las cinco regiones geográficas que componen Croacia) con las palabras "KRALJICE JELENE" en la base. La insignia se suspende de una faja de rayas iguales de azul, blanco y rojo, con un patrón de zarzo entretejen en las rayas rojas y azules. 
La estrella de la orden tiene la insignia de arriba en una estrella con ocho largas y ocho rayos de plata más cortos, con rayos de oro entre ellos.

## Notables beneficiarios

### Funcionarios extranjeros
- 2011 -  Sonia de Noruega (como Reina de Noruega)
- 2008 -  Yasuo Fukuda[2][3] (como Primer Ministro de Japón)
- 2007 -  Mikuláš Dzurinda (como ex Primer Ministro de Eslovaquia)
- 2007 -  Wolfgang Schüssel (como ex Canciller de Austria)
- 2006 -  Gerhard Schröder[4]
- 2006 -  Helmut Kohl
- 2006 -  José Borrell Fontelles
- 2006 -  Wilfried Martens
- 2006 -  Hans-Gert Pöttering
- 2003 -  Enrique de Laborde de Monpezat[5]
- 2002 -  József Antall
- 2000 -  Madeleine Albright
- 1995 -  Madre Teresa de Calcuta
- 1995 -  Alija Izetbegović[6] (como Presidente de la Presidencia de Bosnia y Herzegovina)
- 1995 -  Krešimir Zubak (como Presidente de la Federación de Bosnia y Herzegovina)

### Dirigentes croatas
- 2008 - Luka Bebić[7] (como Presidente del Sabor)
- 2008 - Ivo Sanader[7] (como Primer Ministro de Croacia)
- 2008 - Josip Manolić[7] (como ex primer ministro de Croacia)
- 2008 - Ivica Račan[8] (como ex primer ministro de Croacia) - otorgado a título póstumo
- 1998 - Franjo Kuharić

## Otras lecturas
- Zakon o odlikovanjima i priznanjima Republike Hrvatske,  NN 20/95 ("Ley de las Condecoraciones", en croata)
- Hrvatska Odlikovanja, Narodne Novine, Zagreb 1996.

- Datos: Q94499
- Multimedia: Grand Order of Queen Jelena / Q94499